# Platypolia albiserrata
Platypolia albiserrata là một loài bướm đêm trong họ Noctuidae.